# Schamil Abbjassow
Schamil Erfanowitsch Abbjassow (russisch Шамиль Эрфанович Аббясов, engl. Transkription Shamil Erfanovich Abbyasov; * 16. April 1957 in Arawan, Oblus Osch, Kirgisistan) ist ein ehemaliger kirgisischer Weit- und Dreispringer, der für die Sowjetunion startete.
Bei den Leichtathletik-Halleneuropameisterschaften 1981 in Grenoble siegte er im Dreisprung und gewann Bronze im Weitsprung. Im selben Jahr wurde er beim Leichtathletik-Weltcup Dritter im Weitsprung.
1980 wurde er sowjetischer Meister im Weitsprung.

## Leben
Schamil Abbjassow ist mit Tatjana Kolpakowa, der Weitsprung-Olympiasiegerin von 1980, verheiratet. Das Paar hat drei Kinder.

## Persönliche Bestleistungen
- Weitsprung: 8,16 m, 2. August 1981, Leningrad
  - Halle: 8,09 m, 8. Februar 1985, Moskau
- Dreisprung: 17,27 m, 15. Mai 1983, Taschkent
  - Halle: 17,30 m, 21. Februar 1981, Grenoble